# 内罗比·阿比盖尔·希门尼斯
内罗比·阿比盖尔·希门尼斯（西班牙語：Nairoby Abigail Jiménez，2000年10月22日—），多明尼加女子羽毛球運動員。

## 簡歷
2015年6月，内罗比·阿比盖尔·希门尼斯出戰聖多明哥羽毛球公開賽，與莉泽洛特·桑切斯合作拿得女子雙打亞軍。

## 主要比賽成績
只列出曾進入準決賽的國際賽事成績：
| 年份   | 賽事                         | 公開賽級別 | 項目     | 拍檔                 | 成績   |
| ------ | ---------------------------- | ---------- | -------- | -------------------- | ------ |
| 2014年 | 聖多明哥羽毛球公開賽         | 國際系列賽 | 女子雙打 | B·A·P·穆尼奥斯       | 準決賽 |
| 2015年 | 聖多明哥羽毛球公開賽         | 國際系列賽 | 女子雙打 | 莉泽洛特·桑切斯      | 亞軍   |
| 2015年 | 哥倫比亞羽毛球國際賽         | 國際系列賽 | 女子雙打 | B·A·P·穆尼奥斯       | 準決賽 |
| 2016年 | 泛美洲青年羽毛球錦標賽       | 其他       | 女子雙打 | B·A·P·穆尼奥斯       | 季軍   |
| 2016年 | 泛美洲青年羽毛球錦標賽       | 其他       | 混合雙打 | C. A. B. González    | 季軍   |
| 2016年 | 加勒比地區羽毛球聯合會國際賽 | 未來系列賽 | 女子雙打 | B·A·P·穆尼奥斯       | 冠軍   |
| 2016年 | 聖多明哥羽毛球公開賽         | 國際系列賽 | 女子單打 | －                   | 冠軍   |
| 2016年 | 聖多明哥羽毛球公開賽         | 國際系列賽 | 女子雙打 | B·A·P·穆尼奥斯       | 冠軍   |
| 2016年 | 聖多明哥羽毛球公開賽         | 國際系列賽 | 混合雙打 | C. A. B. González    | 亞軍   |
| 2017年 | 泛美洲青年羽毛球錦標賽       | 其他       | 女子雙打 | B·A·P·穆尼奥斯       | 季軍   |
| 2017年 | 加勒比地區羽毛球聯合會公開賽 | 國際系列賽 | 女子雙打 | 莉泽洛特·桑切斯      | 亞軍   |
| 2017年 | 危地馬拉羽毛球國際系列賽     | 國際系列賽 | 女子單打 | －                   | 準決賽 |
| 2017年 | 危地馬拉羽毛球國際系列賽     | 國際系列賽 | 女子雙打 | 莉泽洛特·桑切斯      | 準決賽 |
| 2017年 | 聖多明哥羽毛球公開賽         | 國際系列賽 | 女子雙打 | 莉泽洛特·桑切斯      | 冠軍   |
| 2018年 | 秘魯羽毛球國際賽             | 國際系列賽 | 女子雙打 | B·A·P·穆尼奥斯       | 準決賽 |
| 2018年 | 危地馬拉羽毛球國際系列賽     | 國際系列賽 | 女子雙打 | B·A·P·穆尼奥斯       | 準決賽 |
| 2018年 | 聖多明哥羽毛球公開賽         | 國際系列賽 | 女子雙打 | B·A·P·穆尼奥斯       | 準決賽 |
| 2018年 | 多明尼加羽毛球公開賽         | 未來系列賽 | 女子單打 | －                   | 亞軍   |
| 2018年 | 多明尼加羽毛球公開賽         | 未來系列賽 | 女子雙打 | B·A·P·穆尼奥斯       | 冠軍   |
| 2018年 | 多明尼加羽毛球公開賽         | 未來系列賽 | 混合雙打 | 纳尔逊·哈维尔        | 冠軍   |
| 2019年 | 秘魯羽毛球未來系列賽         | 未來系列賽 | 女子雙打 | B·A·P·穆尼奥斯       | 準決賽 |
| 2019年 | 墨西哥羽毛球未來系列賽       | 未來系列賽 | 女子雙打 | B·A·P·穆尼奥斯       | 準決賽 |
| 2019年 | 危地馬拉羽毛球國際系列賽     | 國際系列賽 | 女子單打 | －                   | 準決賽 |
| 2019年 | 聖多明哥羽毛球公開賽         | 國際系列賽 | 女子單打 | －                   | 準決賽 |
| 2019年 | 聖多明哥羽毛球公開賽         | 國際系列賽 | 女子雙打 | B·A·P·穆尼奥斯       | 準決賽 |
| 2019年 | 聖多明哥羽毛球公開賽         | 國際系列賽 | 混合雙打 | C. A. B. González    | 準決賽 |
| 2022年 | 秘魯羽毛球國際系列賽         | 國際系列賽 | 女子雙打 | Alisa Juleisy Acosta | 準決賽 |
| 2023年 | 委内瑞拉羽毛球國際賽         | 國際系列賽 | 女子雙打 | Alisa Juleisy Acosta | 準決賽 |
| 2023年 | 委内瑞拉羽毛球國際賽         | 國際系列賽 | 混合雙打 | Yonatan Linarez      | 準決賽 |
| 2023年 | 秘魯羽毛球國際系列賽         | 國際系列賽 | 女子雙打 | Alisa Juleisy Acosta | 準決賽 |

| 2007-2017年 | 首要超級賽 | 超級賽 | 黃金大獎賽 | 大獎賽 | 國際挑戰賽 | 國際系列賽 | 未來系列賽 | 其他 |

| 2018-2026年 | 總決賽 | 超級1000賽 | 超級750賽 | 超級500賽 | 超級300賽 | 超級100賽 | 國際挑戰賽 | 國際系列賽 | 未來系列賽 | 其他 |